# Romualdo Giani
Romualdo Giani (Torino, 29 febbraio 1868 – Torino, 16 gennaio 1931) è stato un filosofo, antichista e scrittore di musica italiano.

## Biografia
Giani apparteneva ad una famiglia dell'alta borghesia torinese con spiccate inclinazioni per la musica e per l'arte: lo zio Giuseppe (Cerano d'Intelvi, 17 settembre 1829 – Torino, 17 dicembre 1885) fu pittore piuttosto noto, docente all'Accademia Albertina, così come il figlio di lui Giovanni (Torino, 11 gennaio 1866 – ivi, 7 dicembre 1937).
Fin dagli anni giovanili, Giani si dedicò al violino e condusse contemporaneamente gli studi di Giurisprudenza fino alla laurea, conseguita - pare - non ancora ventenne. Si interessa inoltre al fermento filosofico di fine Ottocento, al pensiero di Herbert Spencer, ma soprattutto di Friedrich Nietzsche: di Così parlò Zarathustra egli avrebbe in seguito dato una traduzione, a partire dalla seconda edizione italiana (Torino, Bocca, 1906). Si appassiona, inoltre, al teatro musicale di Richard Wagner, così come altri giovani intellettuali torinesi, e lo difende nei suoi primi scritti.
Al 1894 risale la fondazione, per opera sua e dell'amico editore Giuseppe Bocca, della Rivista musicale italiana, in cui inizialmente hanno parte preponderante gli scritti di Giani, soprattutto recensioni sul teatro musicale contemporaneo e note sui testi poetici da musicare, anche se va probabilmente ascritto a Giani anche l'editoriale programmatico del primo numero, all'interno di una rivista che si proponeva di ospitare scritti musicologici ispirati al metodo positivistico diffuso tra i due secoli, pur restando aperta all'apporto di altre correnti filosofiche quali quelle dell'idealismo.
Nel 1896 nello scritto Per l'arte aristocratica, Giani dimostra le doti di polemista che lo avrebbero accompagnato per tutta la vita: in esso si confuta un giudizio di Luigi Torchi e si afferma che la cosiddetta "arte per l'arte" non solo non è immorale, ma è anzi la naturale evoluzione e conclusione dello sviluppo storico di questa manifestazione dello spirito umano.
Nel 1901 Giani dedicò un saggio di più di cento pagine al libretto del Nerone di Arrigo Boito, che egli da allora considerò incondizionatamente un maestro: al tempo Boito aveva reso pubblico il solo testo del Nerone, che venne accolto molto vivacemente e con alterna fortuna dall'ambiente letterario italiano. La posizione di Giani intorno al Nerone è singolare e indicativa di quali fossero i requisiti che la cerchia di Giani e Bocca ricercava nell'opera musicale: questa tragedia farebbe parte del novero delle tragedie vere, quelle in cui ritmo, suono della parola, gesto, musica concorrono alla creazione di un che di superiore. Tuttavia, quando la musica del Nerone fu resa nota postuma (1924), Giani dichiarò privatamente una certa delusione.

Uomo dalla cultura enciclopedica, versato con competenza anche negli studi di letteratura, Giani pubblicò nel 1904 in volume L'estetica nei pensieri di Giacomo Leopardi. Giani vede negli scritti filosofici di Leopardi il luogo in cui le immagini della sua poesia si comporrebbero in un universo etico ed estetico coerente. All'interno della storia della critica leopardiana, Giani pare avvicinabile ora alle posizioni crociane di distinzione tra il momento della poesia e il momento della riflessione, ora a quelle positivistiche. Singolarmente, Giani parla di musica e dell'analogia tra il ruolo del coro greco e il ruolo del coro nelle Operette morali solo nella conclusione del libro, benché in termini acuti.
Pochi anni dopo Giani avrebbe contribuito ad un ulteriore campo degli studi letterari, quello della musica nel mondo greco: nel 1913 apparve Gli spiriti della musica nella tragedia greca. Fin dal titolo Giani si richiama alla nota opera di Nietzsche, La nascita della tragedia, che originariamente suona La nascita della tragedia dallo spirito della musica. Giani non condivide l'opinione di Nietzsche secondo cui il razionalismo del teatro di Euripide avrebbe spento la portata dionisiaca della tragedia greca: secondo Giani il teatro di Euripide permane ad un livello musicale altissimo. Per affermare questo Giani ricostruisce il ruolo della musica nei testi tragici sulla base delle fonti antiche, dedicandosi alle singole parti e forme musicali dei drammi, sempre attento a sottolineare la valenza estetica complessiva del teatro greco, ma nel contempo senza trascurare le posizioni metodologiche della scuola filologica.
Negli anni dieci del Novecento Giani, che fino ad allora non aveva stretto profondi legami con i musicisti coevi (eccettuato Boito), si avvicinò sempre più alle personalità più giovani del panorama compositivo italiano. Salutò con favore Giannotto Bastianelli e Ildebrando Pizzetti, approvandone principalmente le posizioni estetiche e la ricerca di una certa spiritualità nella musica moderna, tipica dei due esponenti del circolo fiorentino della Voce, ma prese le distanze ben presto dalle loro prove compositive, in particolare dai drammi musicali di Pizzetti, che non parvero a Giani opere d'arte totalmente compiute.
Un legame creativo e biografico molto più stretto strinse Giani con il giovane Giorgio Federico Ghedini, anche per via delle comuni frequentazioni torinesi: per Ghedini, che all'inizio degli anni venti stava ancora cercando una personale posizione estetica e andava raggiungendo progressivamente le conquiste di stile e di linguaggio che lo avrebbero reso famoso alcuni anni dopo, Giani valse come una sorta di pigmalione, suggerendo testi da musicare per le liriche e esaminando con occhio critico le composizioni di Ghedini.
Giani stesso fu librettista: ridusse L'Intrusa di Maurice Maeterlinck, musicata da Ghedini ma mai rappresentata, e scrisse Esther per Guido Pannain, storico della musica e compositore.
Verso il termine della sua vita, Giani divenne molto noto in tutta Italia per i suoi scritti di radicale confutazione del pensiero di Benedetto Croce. In gioventù Giani non era particolarmente ostile all'idealismo di Croce, anzi considerava la teoria dell'arte come intuizione una delle chiavi per la valutazione della creatività anche musicale e teatrale. Tuttavia, a mano a mano che l'estetica di Croce veniva sistematizzata dal suo stesso autore, ma soprattutto da alcuni suoi pedestri seguaci mal tollerati dal nostro, Giani attaccò tale concezione con il bellicoso pseudonimo di Luigi Pagano nel volume La fionda di Davide, criticando che in essa non vi fosse posto per il lato tecnico e materiale della creazione e che addirittura la stessa musica non fosse stata debitamente considerata da Croce al medesimo livello delle altre arti che diedero lustro al passato italiano.

## Critica
Il posto di Romualdo Giani nella storia della musicografia italiana del Novecento è tutto particolare: Luigi Pestalozza vi ha addirittura visto un predecessore della moderna fenomenologia musicale. In realtà, ad un attento esame quantitativo dei suoi scritti, Giani pare essersi dedicato assai poco a questa o quella musica in particolare, mentre il suo contributo fu assolutamente preponderante nei temi di estetica musicale: egli fu una voce originale, fuori dal coro, che inizialmente difese il dramma di Wagner, quindi auspicò fermamente all'interno dei testi musicati dai compositori qualità come la purezza e la letterarietà, infine spronò, pur da lontano, i giovani compositori contemporanei ad una libertà adogmatica e ad una ricerca continua di stile e di linguaggio, rendendoli attenti alla peculiarità della musica, che secondo Giani doveva essere - cosa che egli ripete spessissimo nei suoi scritti - la "figuratrice dell'invisibile", cioè l'elemento che dà corpo alle sensazioni, alle suggestioni, alle fantasie suscitate dai testi musicati e non immediatamente in essi esplicate. Una posizione - la sua - che può essere paragonata a quella del "critico-artista" teorizzata da Oscar Wilde, che Giani ben conosceva: un "critico-artista" nel senso di ricreatore dei percorsi attraverso cui la composizione è venuta alla luce, e ignoti al compositore stesso, ma nei quali quest'ultimo riesce a identificarsi una volta che il critico li rivela a lui e al mondo.
Giani dispose per testamento che i suoi libri venissero donati "ad una biblioteca di piccola Città - preferibilmente Pinerolo" e proprio presso la Biblioteca Civica "Camillo Alliaudi" di Pinerolo ora si trovano, presso il Fondo che prese il suo nome.

## Principali scritti
- Per l'arte aristocratica (in proposito di uno studio di Luigi Torchi), in “Rivista Musicale Italiana”, III, 1896, pp. 92–127 e p. 577.
- Il “Nerone” di Arrigo Boito, in “Rivista Musicale Italiana”, VIII, 1901, pp. 861–1006.
- L'estetica nei pensieri di Giacomo Leopardi, Torino, Bocca, 1904 (seconda edizione 1928-1929).

con lo pseudonimo di Anticlo: 
- Gli spiriti della musica nella tragedia greca, in “Rivista Musicale Italiana”, XX, 1913, pp. 821–887 (ripubblicato poi in volume, Milano, Bottega di Poesia, 1925.
- L'amore nel Canzoniere di Francesco Petrarca, Torino, Bocca, 1917.

con lo pseudonimo di Luigi Pagano:
- La fionda di Davide. Saggi critici (Boito, Pizzetti, Croce), Torino, Bocca, 1928.